# بی‌صدا فریاد کن
بی‌صدا فریاد کن سریالی است به کارگردانی مهدی فخیم‌زاده که در سال ۱۳۸۶ از شبکه ۲ سیما به روی آنتن رفت.

## خلاصه داستان
مرگ با قرص ‎های تقلبی «اکس» و «برنج» که هم بی‌فریاد است و هم بی‎صدا. فردی پس از انتقال به یک بیمارستان نظامی بر اثر مصرف قرص ‎های اکس می ‎میرد. سرهنگ باقری علت مرگ بیمار را جویا می‎شود و دکتر لیلا افخمی، افسر نیروی انتظامی در آن بیمارستان، گزارش خود را نسبت به تولید نادرست و بی ‎رویه ‎‏ی قرص‌های اکس و برنج در کشور ارائه می ‎کند و خود از سوی سرهنگ باقری مامور رسیدگی به این پرونده می ‎شود و …

## بازیگران
- مهدی فخیم‌زاده در نقش غلام عموحیدر_ غلام فراری
- محمد صادقی در نقش چنگیز تورانی
- سارا خوئینی‌ها در نقش سرگرد لیلا افخمی
- فریبا کوثری در نقش آذر، همسر غلام
- کامران تفتی در نقش امیر خانی، داماد غلام
- لیلا برخورداری در نقش مونا تورانی، دختر چنگیز
- انوشیروان فاطمی در نقش یوسف، برادر چنگیز
- اردشیر تفتی در نقش عباسی‌زاده، دایی مونا
- فرهاد قائمیان در نقش سرهنگ باقری
- فرداد صفاخو در نقش بهرام، همسر مونا
- لیدا کریملی در نقش مینا، دختر غلام
- بهارک صالح‌نیا در نقش مریم، دستیار سرگرد افخمی
- حسن تسعیری در نقش سروان کلانتری
- حمیدرضا قلی خانی در نقش اکبر، آدم چنگیز و یوسف
- سیامک اشعریون در نقش مربی باشگاه بوکس
- هوشنگ سالک در نقش همکار چنگیز
- ابراهیم شجاعی در نقش همکار چنگیز
- غلامرضا حدادروشن در نقش همکار چنگیز
- عباس قاصدی در نقش همکار چنگیز
- محسن آفتاب سوار در نقش همکار چنگیز